# アルペンスキー

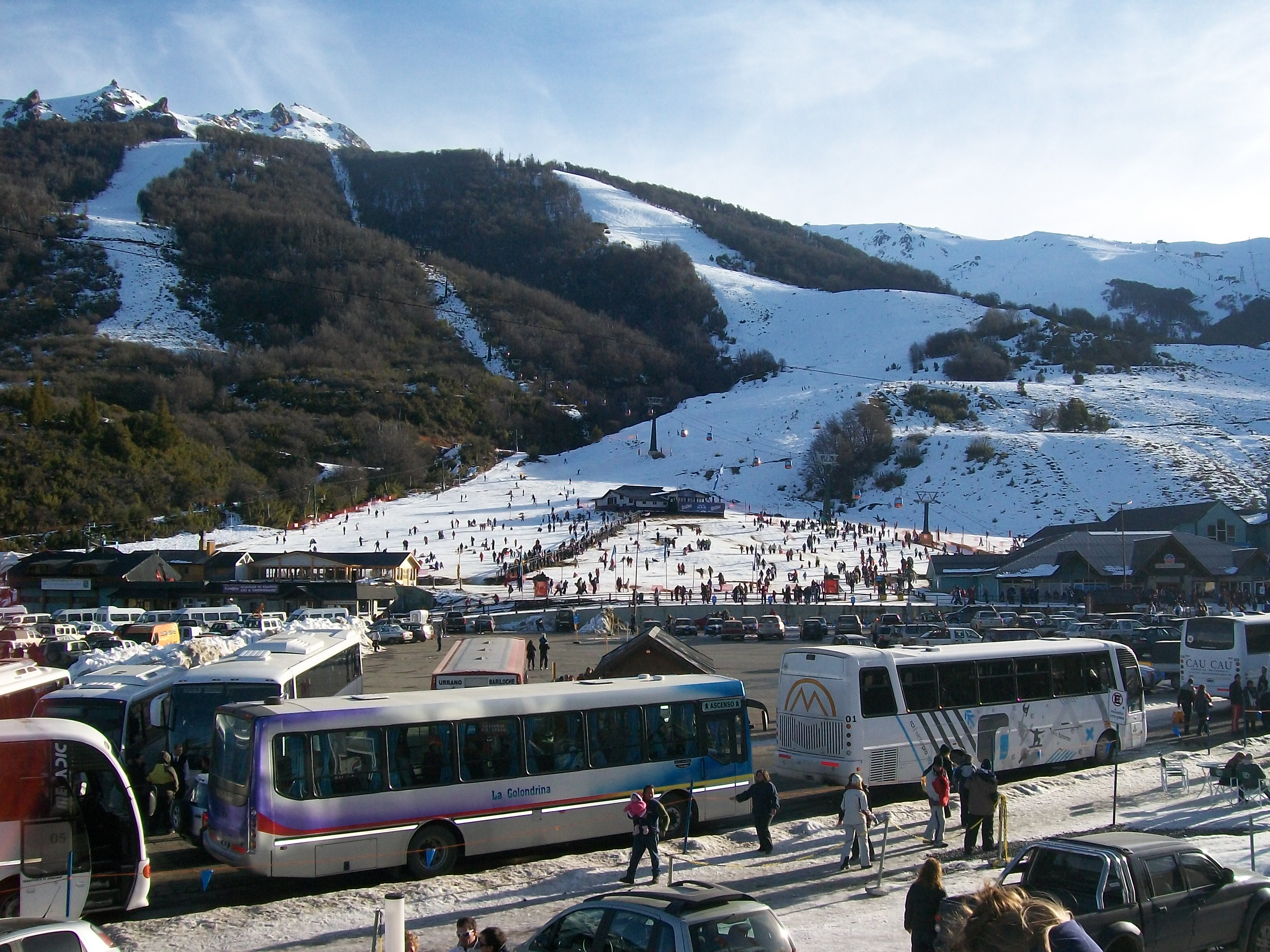
アルペンスキーサン・カルロス・デ・バリローチェ （アルゼンチン）

アルペンスキー （英語: Alpine skiing） は、ヨーロッパアルプス地方で20世紀になって発展したスキー技術である。アルペン（Alpen）とは、ドイツ語で「アルプス」という意味である。スキーの原型であるノルディックスキーから分化し、ビンディングの踵を固定することにより滑降に特化して発達したスタイルである。雪の斜面をターンを繰り返し、ときには直滑降を織り交ぜつつ滑る。斜面は斜度0度から40度以上までのさまざまな斜度で構成される。滑走速度はレジャー目的では40km/hから60km/h程度までだが、高速系競技では100km/hを越える。大半の愛好者はスキー場で滑走するが、自然の整備されていない山を登って滑り降りる山岳スキーの愛好者も多い。

## 用具
アルペンスキーでは以下のような用具を用いて滑走する。

### スキー板
アルペンスキーのスキー板は、2本の細長い板からなる。

#### 構造
スキー板は、芯材、ソール（滑走面）、エッジ、トップシート、サイドウォールなどから構成される。
芯材はスキー板のもつべき剛性や弾性を実現する中心的な素材である。伝統的には木材が用いられてきたが、近年は発泡樹脂も用いられており、また、ケブラー、ガラス繊維、炭素繊維、ボロン繊維、ポリエチレン繊維などの化学繊維やチタン合金やマグネシウム合金のような金属により強化することで天然素材そのままでは実現できない力学的特性を実現している。
ソールは、スキー板が雪面と接する部分である。現在のスキー板では高密度ポリエチレンが用いられている。特に、上級モデルや競技モデルのスキー板のソールは焼結ポリエチレンを用いることで、滑走時に塗布するワックスがよりよく吸収されるようになっており、雪面に対する摩擦系数の低下による滑走性の向上を図っている。また、競技モデルを中心として、グラファイト粉末を混入して静電気の発生の低減を図ったものも用いられている。
エッジは、アルペンスキーにおけるターンの実現に欠かせない部品である。硬い金属、一般には鋼を素材とする細長い形状のもので、ソールに沿ってスキー板の左右に、板の先端（トップ）から後端（テール）まで配置される。現在はトップからテールまで、ひと続きとなったエッジがほとんどだが、板の柔軟性を優先するために、数cmごとに切れ目の入ったクラックドエッジも一部で用いられている。エッジは90度、ないしそれよりやや鋭角に研がれているのが一般的であり、ターン時に雪面、ときにはアイスバーンを削ってターン中の足場を確保する。
トップシートとサイドウォールは、スキー板の上面や側面を保護するための部材である。近年は、その形状や材質を工夫することで、スキー板の性能向上につなげている場合が多い。また、スキー板の構造は、もともとはソール、芯材、トップシートを重ねて貼りあわせて側面にサイドウォールを接着したサンドイッチ構造のものが多かったが、トップシートとサイドウォールを一体化したボックス構造、あるいはキャップ構造を採用する板も近年は多い。そのほか、トップシートの上に振動吸収を目的とした小さな部材を取り付けた板も存在する。

#### 形状
アルペンスキーのスキー板は、ターン技術を用いた滑走に適した形状をしている。スキー板のトップとテールが太く、ビンディングを介してブーツと繋がるセンターが細くくびれた形状となっている。滑走時にスキーヤーがスキー板を傾けて板の上から荷重を掛ける事でスキー板はたわみ、エッジが雪面に食い込んで足場をつくることでスキー板全体は雪面に対して弧を描いて接することとなり、その結果スキーヤーはターンする事が出来る。
従来からのスキー板は、単体でソールを下にして水平面に置くとトップとテールそれぞれの付近で水平面に接し、中央部分が浮いた弓なり状となっていて、この形状を「キャンバー」と呼んでいる。キャンバー形状のスキー板は履いてから平らな雪面に立つことでソール全体が雪面に接し、安定した直滑降を可能にしている。スキー板のトップは上に持ち上がっていて、滑走時に雪面に刺さりにくい形状になっている。テールはほとんど平らとなっている板が多い。
近年、最初から反り返った形状となったロッカーと呼ばれるスキー板も登場し、次の区分で呼称されている。
- フルロッカー

スキー板センター（ビンディング付近）のキャンバー形状が最小で、トップからテールにかけてほぼ全て反り返っているもの。
- チップ＆テールロッカー

スキー板のトップとテールに大きな反り返りがあるが、センターにキャンバー形状も残されているもの。
- チップロッカー

スキー板のトップのみが大きく反り返り、それ以外はキャンバー形状としているもの。
ロッカーの長所として、スキー板への荷重によらずに弧を描いている事からターンしやすく、特に山岳スキーやバックカントリースキーのエッジが効きにくい新雪・深雪斜面においてターンしやすい事が挙げられる。
フリースタイルスキーでは、テールもトップと同様に反り返った形状のチップ＆テールロッカーを使う事で逆方向への滑走にも対応している。チップ＆テールロッカーはツインチップと呼ぶ事もある。
アルペンスキーのスキー板の長さは、1980年代までは2m前後のものが一般的であった。レジャー目的の場合、その長さはスキーブーツではなく一般的な靴などの履き物を履き、または素足で直立し、腕を真上に上げ、手首を「へ」の字に曲げ、スキーの先端が曲げた手首の下に納まるのが一般的とされ、素足の場合は靴底の厚さに相当するものを加えた長さと考えて良く、長さの許容差は1-1.5cm以内程度が身長に合った適切なものとされた。1990年代のカービングスキーの登場とその一般化という技術革新のもと、扱いやすい 150cm から 180cm 程度が一般的となり、2mを越える長さの板は高速系競技と一部のファットスキーでのみ見掛けるという状況になった。また、100cm から 130cm 程度のショートスキーや、70cm 程度のファンスキーまたはスキーボードと呼ばれるものもあり、これらは滑走特性の違いから独自のジャンルとして位置付けられている。

#### スキー板に関する用語と関連事項
主にスキー板の滑走性能に関する用語として、次の言葉がある。
コンベックス・コンケーブ

コンベックス（convex）は「凸型の・凸状の・凸面の」、コンケーブ（concave）は「凹型の・凹状の・凹面の」という意味の言葉で、この場合、スキー板のソール（滑走面）の断面形状を意味する。
スキー板のソールは長期間の使用による経年変化や摩耗等でソール断面がコンベックスやコンケーブとなってしまう事があり、一般的に、コンベックスだとソールの膨らみがエッジを阻害してエッジの効きや引っ掛かりが悪くなり、ターンが外側に膨らむ傾向となって、必要な小回りターン半径を得るのに多大な力が必要となったり、あるいは思うようなターン弧が描けなくなったりする。一方でコンケーブだと極端にエッジが効いてしまう事があり、エッジの引っ掛かりが強すぎて、スキッディングターン（後述）が難しくなったり、時に転倒の危険性が高くなったりする。そのためソールはフラット（平面形状）である事が望ましい。
コンベックスやコンケーブとなってしまったソールは、エッジの研磨等を含めたチューンナップによってフラットにする。方法としては数種類のサンドペーパーを使ったベルトサンダーを用いた「サンディング」と、「サンディング」を行った後にさらに砥石で平滑に仕上げる「フィニッシュストーン仕上げ（ストーンフィニッシュとも）」とがある。それらのスキー板ソールチューンナップは、アルペン競技用・技術選手権用・一般用など、その目的に応じた種類を選んで行われている。

### ビンディング
ブーツをスキー板に固定させるための器具。爪先を固定するトーピースと、踵を固定するヒールピースからなる。
ビンディングの語源は英語のBinding（バインディング）とドイツ語のBindung（ビンドゥング）との混同によるという説があり、スキーヤーの間でも「ビンディング」と英語読みの「バインディング」の両方の言葉が使われている。なお、全日本スキー連盟（以下、SAJ）の著書中では、「日本スキー教程」では「バインディング（binding）」の表記を、「日本スキー教程『安全編』」では「ビンディング」の表記をしていて、両語とも使われている。加えて、後述するS-B-Bシステムにおいては「ビンディング」の言葉が使われる。

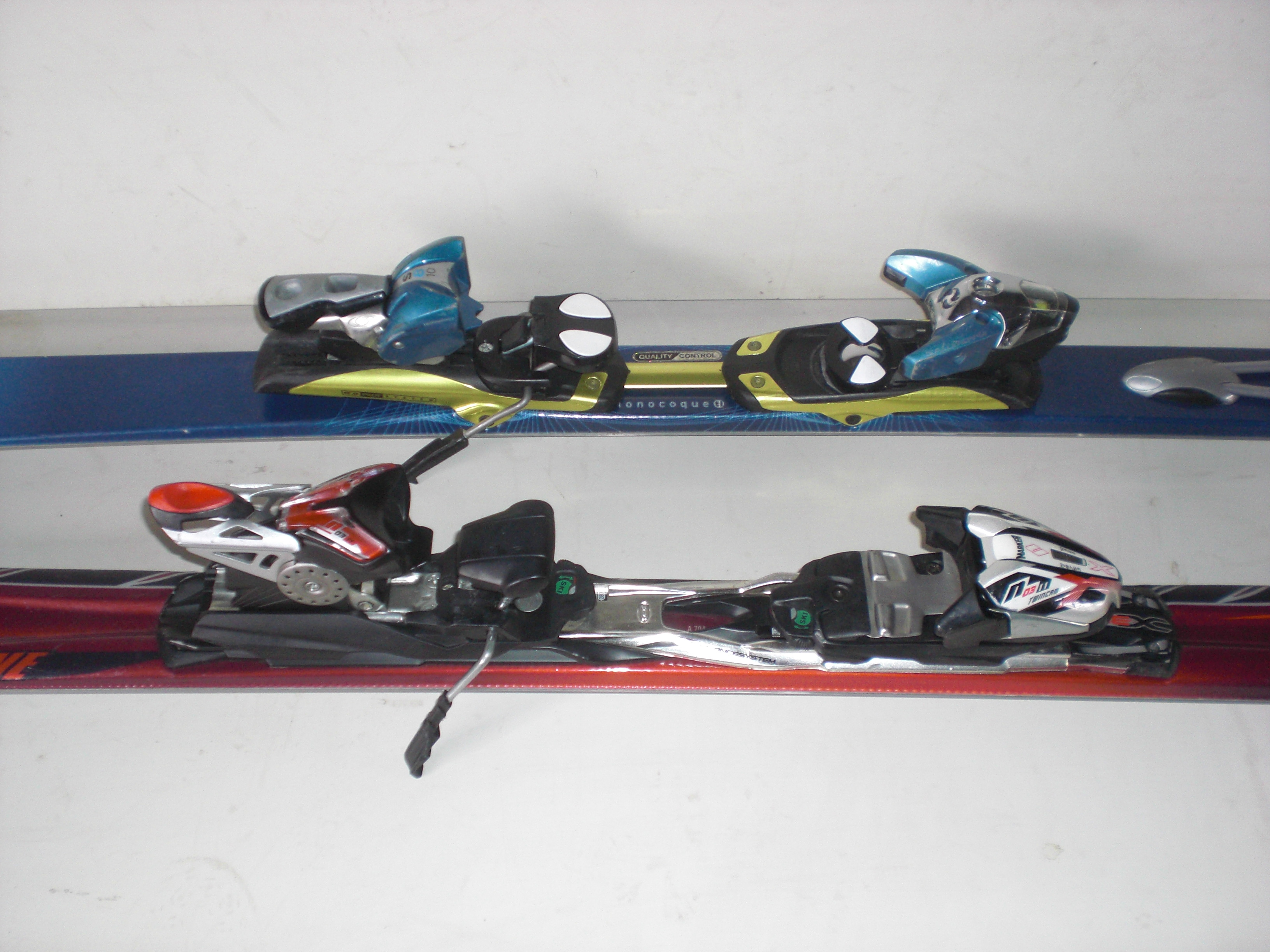
トーピース・ヒールピース一体型ビンディングの一例

ビンディングとスキー板は、直接あるいはプレートを介してトーピースとヒールピースがそれぞれ別に固定されるものが多いが、トーピースとヒールピースが別の部品を介して一体のものとなっていて、その部品がスキー板と固定される場合もある。これはスキー板に直接取り付けた場合にトーピースとヒールピースの間にあるスキー板部分のたわみが阻害されるため、取り付け位置をそれぞれ独立させてスキーのたわみ性能を十分に引き出すためにあり、後述するプレートにも同様の役割を持つ物がある。また直接スキーに取り付けない事でトーピースとヒールピースそれぞれの位置を動かす事が出来るビンディングも存在し、スキーブーツのサイズが変わった際の対応や、スキー板に載る位置を変えるなどが出来る。
1970年代以降のアルペンスキーでは、滑走中の転倒などによるけがを防ぐためブーツから一定以上の力が加わるとブーツを外すリリース機構がついているセイフティビンディングが一般に用いられるようになった。ただし、おおむね1m未満のショートスキー板の場合、板の重量が軽いことや転倒時の脚への負荷の違いを考慮して、セイフティビンディングでない、簡易なものが用いられている。また、山岳スキーでは登行時に踵が上がることが求められるため、リリース機構がついていない、あるいはトーピースのみにリリース機構がついたものが長年用いられてきたが、2000年ごろから、ゲレンデスキーにおけるカービングスキーの流行やそれに伴う滑走速度の高速化を山岳スキーにおいても実現したい人々の要望に応じるよう、トーピースとヒールピースの両方にリリース機構を有する、ゲレンデスキー用のセイフティビンディングと安全性において匹敵するような山岳スキー用ビンディングも普及するようになった。
セイフティビンディングでは、解放時にスキー板が流れるのを防止するためのスキーブレーキがヒールピースに備えられているが、ショートスキー用の簡易ビンディングでは存在せず、山岳スキー用の場合はまちまちである。また国際スキー連盟（FIS）におけるアルペン競技用のビンディングのスキーブレーキは装着が義務となっている。スキーブレーキを備えていない場合は流れ止め（リーシュコードとも）と呼ばれる長いひもで身体とビンディングを結びつけて、外したスキー板が流れ続けないようにする。山岳スキーやバックカントリースキーの場合は、深雪での転倒時に外れたスキー板を紛失したり、深雪のために外れたスキー板の場所まで移動が困難や不可能となってスキー板の回収も困難や不可能になる事があり、スキー板の回収を容易にする目的と遭難防止の点から、以前よりスキーブレーキを備えたスキー板でも流れ止めを使う山岳スキーヤーは多く、かつ命を守るための必須アイテムとなっている。
セイフティビンディングは、現在の主流はステップイン式とターンテーブル式に二分される。
どちらもトーピースは同様の機構となっていて、ブーツの爪先のコバを前上左右から固定する。固定部材は上下軸によって左右に動くのだが、左右の力に対してはばねの弾性で一定の力までは耐えるが、それを越えると解放する。上方向や斜め方向の力については、とくに考慮していないものと、解放するものとがある。
ヒールピースは、ブーツの踵のコバを上から抑えつけて固定する。ステップイン式は、ブーツを固定している部材が左右軸によって前方向に倒れることでブーツの踵のコバを上から固定し、またヒールピースの位置によって後方からも固定する。固定された部材はばねの力で引っ張られており、指定された強度を越える力がかかることで解放する。ターンテーブル式は、ヒールピース全体が上下軸で動くターンテーブルの上に乗っていて、左右に少し動くことが特徴となっている。ブーツを固定する部材は左右軸によって動くが、ステップイン式とは異なり、部材を持ち上げた状態で上後方から圧縮されたばねの伸長力で固定する。
両方式について、ターンテーブル式のほうが正確に解放するとも言われるが、ステップイン式のほうが扱いやすさに優るため、市場のシェアはステップイン式のほうが大きい。しかし上級者を中心としてターンテーブル式にも根強い支持があり、両方式とも用いられている。なお、現在ターンテーブル式は準競技用モデルが残るのみとなっている。
セイフティビンディングについては安全性やブーツとの互換性のため、ブーツのコバ高や、個々のビンディングで設定する解放強度に対応する解放力や解放モーメント、スキーヤーにとって適切な解放強度の算出方法などが規格化されており、先行して規格化を行ったDINになぞらえてDIN規格と呼ぶことが多いが、現在はISOで規格化されているものを各メーカーとも用いている。

詳細はS-B-Bシステムを参照。

### プレート
スキー板とビンディングの間に取り付けられる板。材質はステンレスやアルミニウム合金などの金属、プラスチック、あるいは木材であり、長さはビンディングの固定場所より前後に少し長い程度のものが多く、幅はスキー板と揃うものが一般的である。厚さは、目的によりさまざまである。
スキーにおけるプレートの利用は比較的新しく、1990年代からである。高速系競技での振動吸収を目的とした金属製プレートが最初となる。このプレートはスキー板とは前後の2ヵ所で固定され、その上にビンディングが取り付けられた。主な目的は、振動吸収にあった。高速系競技では雪面の細かい凸凹とスキー板がぶつかったときの細かい振動がスキーヤーに返ってくることがあり、それはスキーヤーの操作ミスを引き起こして事故や速度低下の要因となる。そのような滑走に有害な振動を低減させる工夫のひとつとしてプレートが考案され、利用された。この時点でのプレートはもっぱら本格的な競技スキーヤーのみのためのものであった。
しかし、ほどなくして、プレートの高さがカービングターン（後述）にとって有効であることが見出された。その有効性のひとつは雪面とスキーブーツの接触抑止である。カービングターンでは脚をターンの内側に大きく傾けることになるが、このときプレートをつけていないスキー板を利用していると、ブーツの側面が雪面とぶつかることになる。これはスキーヤーにとって減速要素となるとともに、スキー操作を誤らせる要因ともなるが、プレートを利用するとスキーブーツが雪面から遠くなるために、雪面との接触を防ぐことができ、より大きく脚をターン内側に傾けることができるようになる。もうひとつの有効性は、てこの原理により雪面に板を食い込ませやすくなることである。硬いアイスバーンを含む雪面にスキー板を食い込ませようとした場合、力点となるスキーヤーの足裏がエッジから遠くなるほど、大きい力をかけることができるようになる。こうした知見とカービングスキーの一般化に伴って、プレートの利用も一般スキーヤーにまで広がることになった。一方、プレートを高くし過ぎることは、転倒や操作ミスの際に本来とは異なる場所を支点としたてこでの応力がスキーヤーの脚にかかることにもつながり、実際に事故も起きている。そのため、現在ではアルペン競技ではプレートの高さについて、雪面からの高さで制限を設けて規制している。この規制は当初はスキーブーツの裏にプラスチック板を貼ることで高さを稼ぐ、という抜け穴の発明を促したが、現在ではスキー板にブーツを取り付けた状態でのインソールまでの高さも規制対象とすることで抜け穴は塞がれている。
技術系競技用のプレートや高速滑走用以外の一般スキーヤー向けのプレートは、振動吸収に求める内容が異なり、あるいは重視しないため、重い金属製のプレートではなく、軽いプラスチック製、あるいは複数の素材を複合したプレートが用いられる。また、1990年代後半に流行したエクストリーム・カービングのような、カービングターンのみを目的とした滑走では、高さを稼ぐことを主眼として木製のプレートが使われることもあった。これは、加工や成型が容易であり小規模な企業や個人でも製作が可能であったからである。
プレートとスキー板の固定方法は多様で、前後2ヶ所で固定する場合、中央あるいは前後のいずれか1ヶ所のみを固定する場合、前後のビンディング付近のみにプレートを付ける場合などがあり、さらに2ヶ所固定の場合でも、片方は完全な固定ではなくスキー板のたわみにあわせて可動するものもある。これらの取り付け方法は、スキー板のたわみを阻害しないためのさまざまな工夫において行われている。
プレートの利用が一般化するにつれて、スキー板の各メーカーも設計段階からプレートの利用を前提とした設計をし、プレートを取り付けた状態でスキー板を販売するようになった。これには、プレートが完全にスキー板と一体となっている場合も含む。こうした一体販売は、技術的な長所の追求とともに、スキー板メーカー以外のサードパーティのプレートを買わせない、という販売政策の面も伴う。実際、一体型プレートにあらかじめビンディング取付用のビス穴を備えておき、そのビス穴は自社、あるいは提携先のビンディングのみ対応する、というメーカーも多い。ときとして、自社製品であっても古いモデルとは互換でないビス穴を用いることでスキー板よりも製品寿命が長いビンディングの再利用を拒む場合すらある。
なお、次の場合ではあえてスキー板にプレートを付けないケースがある。
- モーグル競技

滑走中、てこの原理の活用の裏返しとして、ターンに必要な脚の動作が大きくなる事から、早い切り返しを多用した細かいターンが要求されるモーグル競技に不向きであるため。
- 山岳スキー
  1. 登攀時などでスキー板を脱いで、肩にかつぐ・ザックに括り付けて背負うか引きずるなどして持ち歩くことがあり、少しでも荷物を軽くしたい状況においてはプレートによって重量が増える事が不利となるのが最も重要な理由。
  2. ファットスキーやセミファットスキーなど幅広のスキー板で滑走する場合、すでにスキー板の幅がスキーブーツの幅よりも広くなっていれば、プレートが無くても雪面とスキーブーツが接触しない事が多く、プレートの意味を持たないために、ただ重量が増えるだけとなるプレート装着が敬遠される。
  3. 上記2に通じるが、圧雪整地されたゲレンデ（ピステ）よりも、深雪や新雪などの自然のままでほとんど圧雪されていない柔らかい雪が多いゲレンデ外（オフピステ）の斜面を滑る事が多いので、エッジよりもスキー自体のたわみ（特にロッカーやツインロッカーとなっている板）自体でターンする事が有効[9]とされ、プレートによるエッジに対するてこの原理の効果が得られにくく、さらに柔らかい雪の滑走下ではスキー板やスキーブーツも雪中に潜ってすでに雪と接触している事も多く、プレートによるスキーブーツと雪面との接触防止効果も得られにくいゆえに、このケースでもプレートの意味を持たない。
- アルペン競技

アルペン競技についてはFISやSAJによる規定があり、2019/20シーズンのものでスキー板+プレート+ビンディングの厚さ合計が50mm以下と定められている。そのため、前述したトーピースとヒールピースが別の部品を介して一体となっているビンディングである場合、すでにその部品によって高さが付いて、プレートを付けると厚さ制限を超えてしまう場合では取り付けない事がある。
- そのほか、一般のスキーでも、プレートが導入される以前からのスキー歴が長いスキーヤーの場合、プレートを付ける事による滑走感覚の変化を嫌って取り付けない事がある。

### スキーブーツ
スキーの際に人が履く履物。スキー靴とも呼ぶ。スキーブーツはビンディングを介してスキー板と接続される。1930年代以前は登山靴などが用いられていたが、ビンディングでよりしっかりと固定可能な専用靴として開発されたものである。
アルペンスキーのスキーブーツは、ブーツとしては脛までを覆う長さ、膝下というにはやや短い程度となっている。足首から脛にかけての広範囲が柔軟性に乏しいスキーブーツに覆われることによって、スキーヤーは足首捻挫を起こすことなく、スキー板からの力を受け止め、あるいは積極的にスキー板へ圧力をかけるべく運動することができる。スキーブーツのソールの形状はISOで規格化されており、どのセイフティビンディングとも互換性が保証されている。
1970年代前半までは皮革製が一般的であったが、1960年代後半に登場したプラスチックブーツが1970年代後半には一般的となった。ほとんど全てのスキーブーツは、外側を覆うシェルと、足が直接触れるインナーブーツの二重構造になっている。シェルの素材としては、ポリウレタンが弾性などの力学的特性の良さから好んで用いられている。なかでも、ポリエーテルポリオールを原料とするポリエーテルポリウレタンが上級者モデルでは好まれるが、ポリエステルポリオールを原料とするポリエステルポリウレタンも広く用いられている。ポリウレタンは加水分解などにより徐々に分解するため、長期間の利用によりスキーブーツは割れたり崩壊することがある。実際にどれくらいの期間で破損に至るかは組成や利用頻度・保管条件などによりまちまちだが、全日本スキー連盟（SAJ）・日本プロスキー教師協会（以下、SIA）では、製造から5年程度を目安として、滑走中の破損による事故を防止するためにチェック項目を含めて広報している。なお、初級者モデルでは、より柔かいポリエチレンなどが用いられる場合もある。インナーは、シェルと足の間を埋め、適度なクッション性と保温の効果をもたらすために存在する。主な素材は合成樹脂による発泡フォームであり、足と接する内側には起毛やパイル地などの保温性の高い柔かい布が、シェルと接する外側にはすべりのよい合成繊維の布や薄いプラスチック板が用いられていることが多い。

#### 構造
現在のアルペンスキーのスキーブーツの構造は、フロントバックル型と呼ばれるものがほとんどとなっている。このほか、フロントバックル型の派生として3ピース型やミッドエントリー型と呼ばれるもの、あるいはソフトブーツといったものがあり、また、全く異なる構造のものとしてリアエントリー型が存在する。以下、フロントバックル型の構造について説明し、ついで他の型についても説明する。
フロントバックル型は、プラスチックブーツに移行する前の皮革製のころからのスキーブーツの基本型で、甲と脛にあるバックルでシェルを締めて足をブーツに固定するのが最大の特徴である。シェルは、多くのものはソール（靴底）と一体となって踝までを覆うロワシェル（Lower Shell）と、踝から脛にかけてを覆うアッパーシェル（Upper Shell）の2つに区分され、両者がビスで接合されている。シェルは、ロワシェルとアッパーシェルの両方とも前になる部分が開き、かつ左右から重ね合わさる形状となっていて、そこにバックルとバックル受けが取り付けられている。このような形をとることで、バックルを締めることで足を固定できる。バックルはロワシェル部分、アッパーシェル部分それぞれに1〜3つ存在するが、多くの物は各2となっている。子ども用の物はブーツの大きさの関係で各1の物が多い。また近年は、アッパーシェルのバックルの上、ブーツの最上部にベルクロテープつきのベルトを備え、これでさらに足を固定するものが多い。ロワシェルの下部はソールが一体となっている。ソールはセイフティビンディングにハメ込むためのコバがトゥとヒールの前後両側に大きく張り出している。一部のメーカーのソールは、摩耗時の対策として、ビス留めのトップリフトをトゥとヒールの両方に備え、交換可能。ロワシェルの内部では、安価な初級モデルを除いて硬質プラスチックや金属製によるミッドソールが入っており、インナーブーツを載せる台の役割を兼ねている。硬いミッドソールは革靴におけるシャンクと同様に強い力がかかったときにソールがゆがむことを防ぐ。これは滑走時に大きな力がかかるスキーブーツではビンディングの誤解放を防ぐ意味でも重要である。なお、革靴のシャンクと異なり、アルペンスキーのスキーブーツでは足指にあわせてソールが、屈曲するようにはならない。山岳スキー用の兼用靴やテレマークスキー用のブーツでは足指にあわせてソールが曲がるように作られている。一方で、アルペンスキーでは歩行やテレマーク姿勢を考慮する必要がないためである。フロントバックル型のブーツのインナーブーツは、インナーブーツ本体とタンから構成される。インナーブーツ本体は通常は、甲から脛の部分が大きく開いていて、タンが下部で固定されている。タンにはインナーブーツ本体よりも、固い素材を用いることが多い。なお、インナーブーツ内には、通常、インソールが入っていて、足裏とフィットするようになっている。
フロントバックル型のバリエーションのひとつは、3ピース型と呼ばれるものである。これは、シェルをロワシェルとリアシェルとフレックスタンの3つから構成する。ロワシェルとリアシェルが通常のフロントバックルのシェルに対応するが、前部が大きく開いた形状となる。そこに、蛇腹状に成形されて柔軟性を高めたプラスチックのタンが覆いかぶさり、これをワイヤのみ、あるいはワイヤとバックルの両方で締めて固定する。インナーブーツは通常のフロントバックル型とほぼ同様である。特許や金型の問題から、製造は1社のみだが、根強いファンが存在している。
フロントバックル型のバリエーションのもうひとつは、ミッドエントリー型と呼ばれるものである。これは、快適性を重視したもので、フロントバックル型のシェルのアッパーシェルが前後に分かれて開くものである。フロントバックル型のブーツは、前述のようにオーバラップしたシェル素材で覆われているため、足を出し入れする際にはブーツを手などで押し開く必要があり、この手間はスキー初心者などには受け入れがたいものだとされることが多い。また、一般にフロントバックルブーツのアッパーシェルは、滑走時の姿勢を重視した角度でロワシェルに取り付けられているが、これは休憩時などに立ったままでいたり歩くのに不便である。ミッドエントリー型はこうしたフロントバックル型の欠点を取り除くために開発されたものだが、性能面の問題で熱心なスキーファンを引きつけるものとならなかったこともあり市場に定着できていない。
いまひとつのバリエーションは、ソフトブーツである。フロントバックル型のスキーブーツが快適でないのは、足入れのしにくさとともに、シェルが固いことそのものにもある。そこで、スキーを滑るのに必要な剛性を確保するフレームのなかに柔かいインナーブーツを固定するという形でスキーにおけるソフトブーツが2000年代初頭に実現され、市場に出た。性能面の問題から市場に定着せず、2007年現在は新モデルとしてみることはなくなっているが、レンタルスキー用具としては使われている場合がある。
最後に、フロントバックル型とは全く異なるリアエントリー型である。リアエントリー型は、シェルがフロントシェル（Front Shell）とリアシェル（Rear Shell）の2つに大きく前後に分かれる。リアシェルは脹脛から踵にかけてのブーツ後方の部分となっており、そこが下部をヒンジとして大きく開く。ソールは全てフロントシェルに属している。リアエントリーのブーツでは、リアシェルを開いた状態でインナーブーツも後方が大きく開口していて、そこに足を入れ、リアシェルを閉じて脹脛のバックルで締める（リアシェルの内側にはインナーブーツの蓋がついているため、足に直接接する部分はインナーブーツである）が、製品によってはフロントシェルとリアシェルをワイヤで繋ぎ、リアシェルに取り付けたダイヤルでワイヤを巻いて締め付け、解放はボタンを押してワイヤを緩めるタイプもあった。フロントバックルやそのバリエーションのブーツでは、足はシェル全体の締め付けで固定される。それに対して、リアエントリーのブーツのバックルで締め付けられるのは、脛と脹脛のみとなる。スキー滑走では足全体がブーツに固定される必要があるので、リアエントリーブーツでは、固定用のプレートをシェルに内蔵し、足首はプレートを介してワイヤで締めつけてブーツに固定し、足の甲に対してはプレートをねじを用いて押しつけるように固定するものが多い。過去にはシェルとインナーの間にエアバッグを内蔵し、シェルに取り付けたエアポンプで履いた後に空気を出し入れして調節する物もあった。リアエントリーは1980年代に席巻し、一時はトップスキーヤーまでもが用いるモデルが登場したが、1990年代になってその利用が衰退した。リアエントリーブーツは足首を曲げづらく、スキー技術において足首を使えないのは致命的であるためである。ただ、構造上、スキーヤーの足に細かくフィットした形状でないと不快感が出やすいフロントバックル型と異なり調整範囲が極めて広いことや、容易に脱着できること、爪先や甲が浸水してぬれることがないことから、初級スキーヤー向けのレンタル用品としては残り続けている。

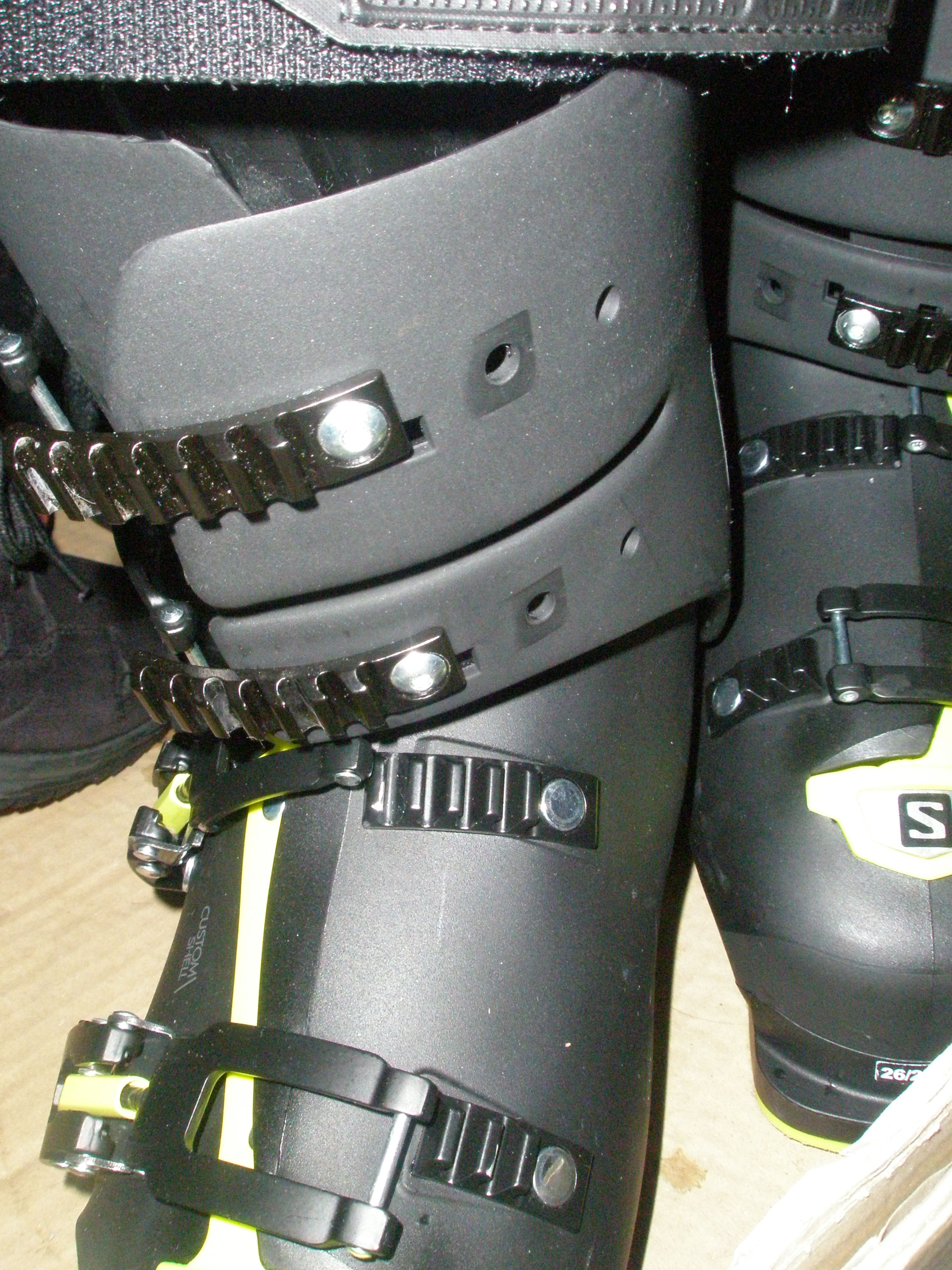
フロントバックル型スキーブーツ・アッパーシェル部分バックル構造の一例、バックル受け部品の取り付け位置を変更出来るビス穴が、写真の例で3箇所空けられていて、位置調節可能となっている。

一時的なリアエントリー型の爆発的普及の要因として以下のことが考えられる。当初のフロントバックル型ブーツはシェルに取り付けられたバックルとバックル受けの位置が完全に固定され、そのために締め付け調節が限られた範囲でしか出来ない。体格差により、特に脹脛が太い人はバックルが全く届かなくて締め付ける事が出来ない場合があり、何とかバックルを締めたとしても極端な締め付けとなるために強烈な痛み・うっ血・内出血などの外傷を起こし、とても履いていられなくなるという致命的欠点を抱えている。一方で、脹脛の太さに合わせるとくるぶしより下のか足全体が緩くなってしまい、フォーミング（発泡樹脂をインナーブーツに充填して足の形に合わせるチューンナップ）等を行わなければならない。その点、リアエントリー型は可動範囲が広い事で脹脛の太さの対応範囲にかなりの余裕があり脹脛が太い人を中心に好まれた。特にトップアスリートとなると必然的に脚全体の筋肉が発達してふくらはぎも太くなるため、その点でも好まれたという事である。その当時であっても、スキーショップによってはフロントバックル型ブーツのシェルに別穴を開けてバックルやバックル受けを付け直すケースも見られたが、シェルの強度の低下が懸念されるためにその後は勧められなくなった。なお、現在のフロントバックル型ブーツのシェルは、最初から、あらゆる脹脛の太さに対応出来るよう、あらかじめ専用の工具でバックルの取り外し・再取り付けをして位置調節が可能なビス穴がいくつか付けられた設計となっている物もあり、状況が改善している。

### S-B-Bシステム
S-B-Bシステムとは、S（スキー）-B（ビンディング）-B（ブーツ）システムの事で、この3つの組み合わせと、それにともなう、最も安全に重要なビンディングの解放にともなう調整値算出に関連した規格である。
解放調整値の算出は身長・体重・年齢・ブーツソール長・スキーヤータイプ（技量）の情報により、「国際規格 ISO 10088：スキー・ビンディング・ブーツ（S-B-Bシステム）の組み立て・調整」に準拠して行わなければならない。なお、このISO規格は日本でも1997年にJIS化し、「JIS S 7028」としている。
ISOおよびJISにより制定される以前は、ビンディングの調整はスキーショップ以外でも「外れやすいから」という理由で自分で調節するケースもあったが、適切ではないビンディングの調整は必要時に解放されなくて事故となりやすい事と、現在はスキーショップにおいての取り付け・調整作業は「加工」という概念にあたるためにPL法の対象となる事もあり、規格を準拠して、上記の情報を基に適正な解放調整値にしてもらう事が、事故を防ぐという点でも必要である。

### ストック（ポール）
アルペンスキーにおけるストックの役割は山スキーやクロスカントリースキーの使用目的と若干異なる場合がある。
初中級スキーヤーがレジャースポーツとして楽しむ場合、リフト乗降場において身体を前進させるための手がかりや待機時にバランスをとる杖代わりという認識が多い。しかしストックは、スキースクールにおいて一般的に教わるターン始動のきっかけを作るストックワーク以外に、左右前後のバランスを取るために重要な役割を果たしている。簡単に言うとやじろべえの左右の腕の役割をストックが担っており、ストックを握っている手の位置によって前後のポジショニングがほぼ決まると言える。特にコブ斜面でのバランスはストックによる影響が大きいためストック自体のバランス、振りやすさ、および長さが重要なポイントとなるが、上級者は更なるバランス感覚を磨くためにあえてコブ斜面をノーストックで滑る事がある。
また山岳スキーやクロスカントリーでは新雪での歩行が伴うためバスケットも比較的大きいが、新雪や深雪斜面であっても滑り降りるだけのアルペンスキーでは大きさの大小は特に気にする必要はない。しかし新雪で転倒した場合、小さいバスケットでは潜ってしまう事もあり、自身のスキースタイルと技量によって選択する必要がある。なお、新雪で転倒して、ストックを突いても潜ってしまい、立ち上がれない場合には、ストックを手から外して×形にクロスさせて雪面に置き、雪面からの支持力を高めて、クロスしたストックの中心に手をついて立ち上がる手段がある。

#### アルペン競技におけるストック
競技用バーン（斜面）は水や硫安・塩カリ等の凝固剤の散布によってスケートリンクのように硬いアイスバーンとなるため、ストックの石突は鋭利で硬質となっている。
ストックのシャフトはアルペン競技の内容によって目的が違い、回転（スラローム/Slalom）では、ストック本来の使用方法以外に可倒ポールから自身の体を守りつつポールを倒すプロテクターの役割もはたす。また、その目的でストックのグリップ部分にナックルガードを取り付ける事が多い。一方で高速系競技の滑降（ダウンヒル/Downhill）・スーパー大回転（スーパージャイアントスラローム/Super Giant Slalom, Super G）に使われるストックのシャフトは、滑走者がクローチング姿勢を取りやすいように体型に合わせて屈曲している物が多い。
アルペン競技用に使われるストックのバスケットは主に空気抵抗減少を目的として非常に小さいものが装着され、特に高速系競技（滑降・スーパー大回転）に使われる物は空気抵抗がシビアになるために円錐形やピンポン玉形状として、バスケットと呼ぶのが難しい物が付いている事もある。

### ワックス
ワックスはスキーの滑走性の向上と滑走面の保護のために使用するもので、主に固形のもの（アイロンで溶かして塗りこむ）、液体のもの（スプレータイプとリキッドタイプ）、パウダータイプのものがある。
固形のハイドロカーボン（パラフィン）、フッ素などでできたワックスは、専用のアイロンで溶かしてスキーの滑走面に垂らしてからアイロンを動かしてまんべんなく塗りこむ。冷えて固まった後、スクレーパーと呼ばれる厚い定規のようなプラスチック板で余剰分を削り落とす。この一連の作業を「ホットワックス」という。滑走面に浸み込んだ汚れがワックスで浮き出るクリーニング効果もある。雪温に応じてフッ素の配合率が違う複数のタイプを使い分ける。春先など雪温が高くなるほど水分が多くなるので高雪温用はフッ素配合率が高い。
固形タイプのワックスは、種類によっては時に固形のまま直接スキーの滑走面に塗り込む事があり、これは主に「生塗り」と呼ばれている。ホットワックスに比べると持続性に欠けるが、携帯しやすい事から雪質の変化等で滑走性が悪くなった時にそのつど行える利点がある。また、生塗りを行った後でワックスコルクや専用のブラシで磨き込む事もある。
スプレータイプとリキッドタイプのワックスはホットワックスに比べて手軽だが、持続性に欠ける事が多い。滑走面にスプレーするかリキッドを塗った後、ワックスコルクや専用のブラシで滑走面を磨くようにして塗り込むと良い。なお、リキッドタイプは小型容器やペーパーに染み込ませた物など携帯しやすい物があり、そのつど塗る事も出来る。またリキッドタイプ等の携帯タイプの容器に小型のワックスコルクや、ワックスコルクの代用となるフェルトが取り付けられている事もある。
スプレータイプやリキッドタイプを主に使用している場合のスキーシーズン終了後は、保管中の滑走面やエッジの保護を目的にワックスを塗っておき、シーズン始めにワックスリムーバーと呼ばれるワックスの剥離剤を塗るなどして古いワックスを落とし、再度新しいワックスを塗り込んで滑走性を良くする事を行うケースもある。
パウダータイプのワックスは主にスタートワックスとも言われ、アルペン競技などのスタート直前に滑走面にふり、スプレータイプやリキッドタイプと同様にワックスコルクで磨いて塗り込む。持続性はなく、スタート直後、最初の1〜2ターンしか保たない。フッ素100%配合であるため通常のワックスよりも非常に高価である。スタートワックスは固形タイプ・リキッドタイプ等の物もある。
コンマ1秒を競うアルペン競技の場合はその日の雪の状況や雪温を調べ、それに最も適したワックスを塗る。
初心者などの間では「ワックスを塗るとスピードが出て危険だ」という誤解が生じがちだが、むしろワックスを塗らなければスキーの板に雪がくっついてしまい、滑らなくなるばかりか転倒する危険もある。そのために初心者でもスキー板の表面にワックスを塗ることはとても大切であり、特にインストラクターは初心者に「歩く」「滑る」「止まる」「回る」のスキーの要素から「滑っても止まれる」事を教え、ワックスの必要性と合わせて知ってもらう事が大事である。

## 服装
スキーヤーは、以下のような服やアクセサリーを身につけるのが一般的である。

### スキーウェア
防寒具としてはもとより、一般のスキーヤーの間ではファッションとしての要素も併せ持つ。かつては蛍光色や原色などの、雪の白に対して映える色使いが主だったが、近頃はスノーボーダーの影響からか、ストリート系、ルーズファッションと呼ばれる街着に近い型が流行している。またユニフォームとしての側面から、アルペン競技のジュリー等関係者・基礎スキー大会の公認スキー検定員によるイグザミナー等関係者・公認スキー学校のスキー指導者・スキーパトロール・その他のチームや団体等では統一デザインとしたスキーウェアとなっている事もある。ウェアによっては硬い雪面等から身を守れるよう、堅牢な作りとなっている物や、プロテクターが組み込まれた物もある。
近年のスノーボーダー用ウェアの普及でデザインの共通化も見られる事から、スキーウェアとの区別が付きにくくなりつつあるが、通常のスキーウェアのパンツ部分については一般的に、裾の内側に皮革やプラスチック等で出来ているエッジガードと呼ばれる、その名の通りスキーのエッジでウェアの裾が切れない構造となっているものが取り付けられている。なお、特に気にならなければスノーボーダー用のウェアを着用するケースもある。

#### レーシングスーツ
レース時に着用されるウェアである。空気抵抗を減らすため、ポリウレタン混紡等の薄い伸縮性生地を用い、身体に密着するように製作される。表面はカレンダー処理等の方法で高い平滑性を持たせたり、空気の流れを整えるためのパターンが着用時に浮き出るような特殊な加工が施されることもある。テレビジョン中継等、各種メディアへの露出度が高いことから、各チームの個性を演出すべく目立つデザインのプリントがされている場合が多く、選手のスポンサー企業のロゴなどがあしらわれることもある。通常上下一体のワンピース型であり、レーシングワンピースとも呼ばれる。その保温性はスキーが行われるような環境で着用するには全く不十分であり、スタートの直前までは防寒用のスキーウェアをレーシングスーツの外側に重ね着しておくことが普通である。スーパー大回転、大回転、回転競技用のスーツには、ポールへの衝突から身体を保護するプロテクターを組み込んだものもある。1970年代には表面をビニルコーティングしたスーツが用いられていたが、スピードが出すぎて危険なこと、また汗が内部から蒸散せず、皮膚障害の原因になりかねないことから、国際スキー連盟（以下、FIS）により通気性の素材を用いなければならないルールが制定された。重要な公式大会の滑降、スーパー大回転、大回転競技では、あらかじめFISによる通気性等のテストを受け、プロンプと呼ばれる合格証を取り付けたスーツでなければ着用できない。プロンプが不要の回転競技では、ツーピースタイプのレーシングスーツを着用する場合もある。

### ゴーグルまたはサングラス
速度が出るごとに威力が増す降雪や気流、雪面から照り返す強い太陽光から目を守るために装着する。吹雪などで前方の視界が確保できないことは危険であるし、また強い太陽光は目を傷める可能性がある。
ゴーグルの中にはレンズが着色されていて、サングラスの機能を兼ねるものも多くある。ただ、安価なゴーグルやサングラスの中には、色つきでも紫外線を遮断しないものがあり、その場合、可視光が遮られて瞳孔が拡大するが紫外線量は変化しないために、かえって目を傷める事があるので注意を要する。
紫外線は水平方向から目に入る以外に、雪面（海ならば海面）からの照り返しと呼ばれる反射によって斜め方向から目に届く事があり、偏光サングラスおよび偏光グラスのゴーグルは斜め方向から入射される紫外線から目を保護する。
サングラスの場合、ゴーグル程の冷気や雪の吹き込みなどを防ぐ効果は無いが、逆に通気性の良さから、大汗をかきやすいためにゴーグル内部が汗による水蒸気で曇りやすい人には割と好まれている。この場合、ベンチレーター（換気装置）付きのゴーグルでも曇りが取れないとか、曇り止めを使うと防げるが、水蒸気がレンズ全面に貼り付いて水膜を生じ、視界が悪化するというケースもあって、後述する特別な事情がない限りは特に好まれる。さらに山岳スキー・バックカントリースキーにおいて、登攀時はその運動量の多さから特に汗をかきやすいため、登攀時にはサングラス、滑走時にはゴーグルという使い分けをする事が多い。また、その場合で雪まみれになったり破損するなどした時に備えて予備のレンズまたはゴーグルの用意をする事もあり、それらの方法が勧められている。
SAJでは、事故の際に割れたサングラスで顔面を負傷する事例がある事からゴーグルの着用が勧められていて、義務では無いものの、SAJの安全方針を認識しているスキーバッジテスト・SAJスキー指導員及び準指導員検定（実技）などの受検者やアルペン競技・全日本スキー技術選手権大会などの選手はほぼ全員ゴーグルを着用している。

### スキーグローブ
低温下でも指先の感覚を失わないよう、分厚い作りになっている。手のひら側には革や樹脂などの滑り止めが施され、ストックを安定して掴むことができるよう工夫されている。

### 帽子またはヘルメット
一般のスキーヤーでは無帽の者も珍しくないが、転倒したところへ他のスキーヤーが衝突し、エッジで頭を切ったり衝突時の衝撃を受ける等で頭部から出血する事もあるため、怪我の予防から帽子をかぶる事が望ましいが、なるべくならヘルメットを着用する事が、後述する点からも特に望まれている。
一般的に、海外からのスキーヤーに比べ、日本のスキーヤーのヘルメット着用率は低く、欧米における一般スキーヤー着用率が80％と言われているのに対し、日本におけるスキーヤーの事故発生受傷時のヘルメット着用率は37％となっており、前述のゴーグル同様にSAJでは一般のスキーヤーに対してヘルメットの着用を勧めている。アルペンスキー用のヘルメット規格は、SAJがFISに準じて「CE EN1077」または「ASTM F2040」が推奨されている。前述した安全面からのSAJ等によるヘルメット推奨の理由から、これまでもSAJスキー指導員・準指導員やその検定受検者等は安全方針を認識している事もあり、ヘルメット着用率は高い。ヘルメット使用者はいずれの場合でも、サイズがフィットする物でゴーグルと相性が良いものを選ぶのが良く、使用前の点検は欠かせない。
スキー用に限らず全てのヘルメットに言える事だが、一度でも衝撃を受けたヘルメットは衝撃吸収力が損なわれている事から使用しない方が良い。また、安全上分解・切削・加工等の改造を行ってはならない。

#### アルペン競技・全日本スキー技術選手権大会におけるヘルメット
アルペン競技においては安全面から、FISでは【アルペン】競技規則（ICR）606.4の規定によって全ての競技においてヘルメットが義務化されている。またSAJではスキー用具に係る国内運用規定によって滑降・スーパー大回転・大回転においてはヘルメットが義務化されていて、回転においては推奨としている。
アルペン競技用のヘルメット規格はFISの規定により、全ての競技において2018年度までは「CE EN1077」のみ認められていたが、2019年度からは規則改定により「FISステッカーRH2013」のみ認められている。なお、SAJは滑降・スーパー大回転・大回転についてはFISに準じて同規格と定めているが、回転については推奨であるために「CE EN1077」及び「ASTM F2040」の規格品も使用出来る。そのため、この場合において他競技にはないヘルメット耳部分のソフトパッド使用が認められている。
高速系競技となる滑降・スーパー大回転では時に時速100kmにも達する速度で滑走するため、転倒時などに頭を守るためと、髪の空気抵抗を抑える役割があり、その点から義務化以前より着用が勧められていた。回転では可倒式ポールとのコンタクトが強く、時に腕やストックで払いきれなかった可倒式ポールが顔面に当たる事もあり、顔面保護の目的でチンガードが付くヘルメットもある。
前述した、安全面からのSAJなどによるヘルメット推奨の理由から、これまでも全日本スキー技術選手権大会（以下、技術選）等の基礎スキーの選手は安全方針を認識していてヘルメット着用率は高いが、技術選や全日本ジュニアスキー技術選手権（以下、ジュニア技術選）においては現在の規則にヘルメットの着用義務が明記されていて、ヘルメットは必ず着用する事になっている。なお、それ以外の基礎スキー大会でも、参加者の安全方針認知や、安全面から運営側で技術選やジュニア技術選に準じた規則とする場合などもあって、選手のヘルメット着用率は高い。

### プロテクター
主に競技用。転倒時の硬い雪面や、ターンする際のポールから体を守るために装着する。すね当て、臀部、大腿部、下半身全体を防護するもの、全身を防護する鎧のようなものまで様々。ウェアの下に装着し、外見ではプロテクターが目立たないタイプも普及している。
一般向けには初心者や小児の怪我防止に簡易な膝当てなどが使用されることがある。

## 滑走技術
参考資料：日本スキー教程/全日本スキー連盟・著に掲載されている順に表記する。

### よく使われる用語
スキーの滑走の際は、基本的に次の用語がよく使われている。
１）山・谷

スキーにおいては、ゲレンデなどの斜面上部や山頂に向かう側を「山」、逆に斜面を下る側を「谷」と呼ぶ。斜面の山から谷に向かう方向の最大斜度となる方向がフォールライン（最大傾斜線）と呼ばれる。

主に静止または斜滑降の状態にあるスキーの位置で「山脚」「谷脚」・「山スキー」「谷スキー」という言葉や、ターン時の方向で「山回り」「谷回り」という言葉で使われる。
２）内・外

一つ目は、プルークの体勢を取った時などに、自分の身体の中心側を「内」、逆に外側をそのまま「外」と呼ぶ。主にスキーのエッジで身体の中心側にあるのを「内エッジ」、反対側を「外エッジ」と呼んだり、股関節を中心に下肢（脚）を内側にひねる事を「内旋」、逆を「外旋」と呼んだりする。

もう一つは、ターン時にターン弧の中心に向かう側が「内」、逆にターンの外側がそのまま「外」と呼ばれる。主にターンにおいて「内脚」「内スキー」「外脚」「外スキー」という呼び方をする。
３）「ハ」の字・V字

スキーのトップを閉じてテールを開いたプルーク体勢を取った時のスキーの形が片仮名の「ハ」の形になっている状態から「『ハ』の字」と呼ばれる。また、開脚登行・山回りの方向転換・スケーティング（いずれも後述）を行う際に、プルークとは逆にスキーのトップが開いてテールが閉じている形がアルファベットの「V」の形になっている状態から、こちらは「V字」と呼ばれる。
「『ハ』の字」は片仮名ゆえに日本国内においてのみ通じる呼び名で、英語では「Wedge stance（ウェッジスタンス）」と呼ばれている。
４）「く」の字

ターン時、身体の上半身をターン外に屈曲させた体勢の事を指し、正面から見た身体が平仮名の「く」の形になっている事から「『く』の字」と呼ばれる。「く」の字体勢の姿勢は、プルークスタンスから上半身を固定したままで脚をパラレル（平行）に持ってきた体勢を基本としている。外脚荷重を積極的に行うために従来から取られてきた姿勢だが、SAJでは一時期、カービングスキーが普及し始めた頃に「く」の字姿勢ではなく身体をほぼ一直線にしてカーブの内側に倒す（「内倒」と呼ばれる）体勢として楽な滑り方を採用・指導していた事があった。その後、カービングスキーであっても外脚荷重を重視する目的で再び「く」の字姿勢を採用・指導する方針に戻し、現在に至っている。
「『く』の字」は平仮名ゆえに日本国内においてのみ通じる呼び名なので、海外においては「Like a bow（弓のような・弓なり）」と表現すると通じる事が多い。

### 滑降時以外の技術
スキー初心者に、主に初歩動作として教える技術だが、様々な状況で使える技術となっている。

#### 歩行
スキーブーツは構造上足首が固定されていることから、初心者は歩行時に戸惑う事があるため、まずはブーツを履いた状態での歩行になれる必要があり、主に次の2つがある。いずれの場合でも、初心者はストックも使ってバランスを取りながら行うと良い。
１）踵・爪先をつけて歩く

雪面を踵 → ブーツ底面 → 爪先の順につけて歩く方法で、普通の歩き方に近い。なお、氷結面やタイル床等の滑りやすい場所ではかかとをつけた段階で滑って転びやすい事があり、注意が必要。
２）ベタ足で歩く

氷結面等の滑りやすい場所で歩きやすい歩き方である。ブーツの底を雪面や氷結面と平行に置きながら、爪先は前に向けた状態として、小さい歩幅で歩く。スキーブーツを履かない段階で意識して練習する方法もある。余談だが、この歩き方は普段の生活で積雪路面や凍結路面等の滑りやすい場所を歩く時にも有効で、一部の地域では「ペンギン歩き」と呼ばれる事もある。
スキーを履いた状態の歩行は、２）と同様にベタ足で歩いたり、スキーを前後に滑らせながら歩く方法となる。スキーを履いての歩行はリフト乗車時などでよく使われるため、基本技術となっている。

#### 推進滑走
スキーを履いた状態で、両ストックを雪面に突いて前から後に押し込んで推進力を得て滑る技術。歩くよりも速く移動出来る。また、「歩く」から「滑る」へのスキーの本質に触れる技術でもある。

#### スケーティング
スキーをV字にして、左右交互に踏み出して滑る技術。平地で行う時はストックによって押し出す推進力も合わせて使う。初心者にはエッジの役割と荷重の移動を覚えるのに有効な技術であるほか、上級者、特にアルペン競技においては加速を得るための重要な技術である。

#### 方向転換（トップ開き・テール開き）
最も簡単に向きを変える方法である。また、エッジの引っかかりを利用して前方または後方に滑らないように出来る事から、同時にエッジの役割も習得出来る。
１）トップ開き

スキーのテールを支点にして、ゲレンデの山側にV字に大きく開く → 反対側のスキーを平行に揃える（平地または緩斜面の場合）か少しだけV字に開いた状態（傾斜が強い場合）にスキーを移動させる事をくり返し、ゲレンデの山側を向く方向に回り込む。
２）テール開き

スキーのトップを支点にして、ゲレンデの山側に「ハ」の字（プルーク）に開く → 反対側のスキーを平行に揃える（平地または緩斜面の場合）か少しだけ「ハ」の字に開いた状態（傾斜が強い場合）にスキーを移動させる事をくり返し、ゲレンデの谷側を向く方向に回り込む。

#### キックターン
斜面で静止状態で方向転換するための技術。いくつかの方法があるが、日本スキー教程/全日本スキー連盟・著に記載されている主な方法を中心に記述する。
１）

両方の板をフォールラインに対して垂直方向に揃えてエッジを立てて静止している状態から、谷脚スキー板のトップを上にするように持ち上げ、板のテールを前方に出して立てる。その状態から板のトップを谷側を経由して倒しながら後方に持っていき、山側の板と逆方向で平行になるように着地させる。これによって、脚は極端な爪先開きの体勢となる一方、上体は谷を向く方向となる。続けて山脚を持ち上げて身体の捻れを解くように谷側に移動させて両方の板が平行になるように着地させる。これによって方向転換が完成する（動画「キックターン-1」参照）。キックターンの中では一番行いやすい方法とされる。
２）

谷脚のスキーを持ち上げてそのままトップを谷側かつ後方に回転させつつ山側にそろえ、脚が極端な爪先開きの体勢、かつ上体が谷を向く方向となったところで、入れ替わって谷側となったスキーのトップを谷側から逆方向に回して同方向に揃える、前述の方法とほぼ逆の動きをするキックターンもある（動画「キックターン-2」参照）。

上記の応用で、谷側のスキーを後方に回転させた後で、入れ替わって谷側となったスキーのテールを立てて雪面に突き、それを支点として板のトップを谷側を経由して倒しながらスキー先端を同じ方向に揃える方法もある（動画「キックターン-3」参照）。

急斜面や狭い場所、スキーレッスンなどにおいて安全な方向転換のためには欠かせない技術で、初心者の段階から習得を求められるものである。なお、子ども・筋力不足やバランスが上手く取れない初心者などでは、１）のキックターンをする際にスキー板を前に立てる事が出来ない人もいるため、板を立てる事が出来るかどうかを確認してから指導する方が良い。

#### 転び方・起き方
転倒時は傷害の発生が多い事と、初心者においては不慣れや恐怖心から転ぶ事が多いという点から、安全な転び方を習得する事も必要である。
転倒する時は、安全面から「1）腕をつかない」「２）膝をつかない」「３）出来るだけ山側におしりをつく」事を心掛けると良い。通常は山側に横倒れに転ぶ方法が安全とされている。また上級者や競技者に多いが、高速時にジャンプしてスキーのテールから着地した際、身体が後ろに倒れているのをリカバリーしようとして、逆に「膝前十字靱帯（ACL）損傷」という傷害を起こすケースがあるため、この場合は無理に立とうとしないでそのまま後ろに倒れたまま転んだ方が安全とされる。
起き上がる際は、スキーをなるべくフォールラインと垂直に、かつ谷側に置き、身体は山側に置く体勢を取る。そして山側に持ってきた身体の方にストックを突いて、ストックを補助にして腕の力で立ち上がる。急斜面ならば手をつくだけで立ち上がれる場合もある。なお、新雪でストックが潜ってしまう場合は前述の方法もある。
転倒時、スキーが交差してどうしても立ち上がる体勢が取れない場合、ためらわずにスキーを外してから立ち上がる手段を取った方が良い。

#### 階段登行・開脚登行
斜面を歩いて登るための技術。いずれもエッジを利用する事から、初心者にエッジの有効性を知ってもらう事にも役立つ。
階段登行は、まず両方の板をフォールラインに対して垂直方向に揃え、山脚を山側（斜面の上）へ一歩踏み出して、山側のエッジを立てて食い込ませ、ついで谷脚を山脚に揃える事を繰り返して登っていく。子どもの初心者には「カニ歩き」や「横歩き」という呼称にするとイメージしやすい事もある。応用として、山脚を山側の斜め前に一歩踏み出して登る斜登行と呼ばれる斜め方向への階段登行もあり、ゲレンデの形状に合わせたり、目的地が斜め上側にある時などに使われる。
開脚登行は、斜面を上に見る方向で正面を向き、爪先を開いたV字の状態で両方の板の内エッジを雪面に食い込ませることで足場を確保し、双方の脚を交互に前方に出すことで登っていく。
両方の技術が可能な場所では開脚登行のほうが大きく踏み出すことができるために効率的に登ることができるが、主に子どもや脚の筋力が足りない初心者の場合、開脚登行は斜面が急になってくると登るための力が足りず安全に行うことが難しくなるため、階段登行のほうが有効な技術となる。
現実のゲレンデでは、初心者がリフト等の利用すら困難だったり、滑走中に転倒したり物を落としたりして止まって引き返す必要がある事から斜面の登り返しが必要となる場所もあり、こうした技術は滑走を続けるために初心者の段階から習得を求められる必要不可欠なものである。
なお、階段登行の技術を応用して斜面を下る事もあり、初心者が急斜面で滑走困難になった場合などで有効な事もある。

### 直滑降
板を平行に保ち、斜面をフォールライン方向にまっすぐ降りていく技術。アルペンスキーに限定されない全てのスキー運動の基本となる。緩斜面において初心者が初めに学ぶ滑降技術でもある。斜度がきつくなりスピードが高速になるにつれ、直滑降を維持して滑走するのは高度な技術となる。高速系種目では両スキーの外エッジを足場として安定した直滑降を行っている。縦に降りるとも言う。板を平行にする事を二の字、またはパラレルと言う。
初心者の直滑降の練習時は、緩斜面の終端が平坦に近くなって自然に止まれる地形を利用する事が望ましいが、地形が利用出来ない場合はプルークによる制動（停止）を合わせて行う。また、直滑降とプルーク制動を連続して行う練習法もある。これは昔からある直滑降習得時に合わせて行う事が多い技術と練習法の一つで、現在のSAJにおいては「プルークでの制動と滑降の連続」と呼称しているが、スキー歴が長い人は古くからの呼称であるシュテムファーレンと言う事もある。シュテムとは本来制動を意味するドイツ語であるが、板を平行から「ハ」の字に動かす動作そのものもシュテムまたはシュテム動作と呼ぶ。それのファーレン（後述参照）であるので、直滑降に始まり、テールを開いたり閉じたりする運動となる。これにより迎え角（進行方向に対するスキーの角度）を調整でき、スピードコントロールに繋がる。
両開きが難しい場合に片開きを行う場合があり、その場合は片開き・片シュテム・片制動・レの字と呼ぶ。滑走時にプルークの応用として使う事もあり、両開きが難しい場合に片側に体重を掛けて雪を退かせる技術で、初心者レッスン・シュテムの導入・山岳スキー・スキーパトロールなどで使われる事もある。片開きなどは日本スキー教程には記述がないが、特にスキーパトロールにおいて、アキヤボート（傷病者搬送に使う、前後にスキーパトロールが掴まって方向等の操作をするハンドルを取り付けたそり）などでの傷病者搬送をする際に行う事が多いため、「日本スキー教程『安全編』」中に公認スキーパトロールの滑走技術として記述されている。
直滑降を習得する段階において、膝と上体を屈伸させる上下運動を習得させる方法があり、その補助として3本のストックを組み合わせてゲートを作るか、インストラクターがストックを1本水平に持ち、その下をくぐらせて練習する事がある。

### クローチング
主に高速滑走時にとる姿勢。アルペン競技の大回転以上の高速系で用いる事が多い技術だが、緩斜面でスピードを落とさない滑走技術としても使われるので、現在は初期段階から教えている。板は平行に肩幅かそれより若干広く開き、足首と膝を屈曲して腰を落とし、上半身は前に倒す。腕を曲げてたたんだ状態で拳を前方に向け（あるいは拳と腕を突き出すスキーヤーもいる）、手の平を上に向けてストックを握り、ストックは脇から身体に沿わせるように後方に出す。顔は前方を見る。直滑降か、脚を左右に傾けて行うクローチングターンと呼ばれる浅いターンが基本的な滑りとなる。
クローチングは基本的に、体勢を低くすればするほど空気抵抗が減少する事が科学的に証明されており、中腰姿勢に比べて最も低いクローチング姿勢は空気抵抗が60％程度低くなる。なおかつ、最も低い姿勢でも腕をたたんだ状態に比べて腕を真下に伸ばした状態だと空気抵抗が45％程度上昇する。

### プルークファーレン
板を「ハ」の字にして直滑降する技術。ファーレンとは乗り物に乗って進むと言う意味のドイツ語。「ハ」の字とは、板のトップがくっついていて、テールが開いているスタンスの事で、これをプルークと呼称し、時に両開きや全制動、あるいは単に「ハ」の字とも言う事がある。
緩斜面から平らになる地形がない場合、初心者は直滑降に加えこれを習得する。股関節の捻り（内旋と呼ばれる）によるテールの押し出しのテクニックが必要なので、補助として、トップを合着させる「トライスキー」の器具使用や、トップを手で摘まみながら滑らせる方法を取ると良い。停止する時以外はあまり無駄な力を入れない方が上手く滑る事が出来るとされる。停止の際はスキーのテールを思いっきり開き出して踏み込み、時には膝を内側に入れてエッジを立てて止まる。
慣れてくるに従って、テールを開く幅を小さくしたり大きくしたりする事を繰り返してスピードに緩急をつける手法も取り入れる。
プルークファーレンが上手く出来ない場合、特に初心者で用具に関する知識不足や劣悪なスキー用具の使用（主に左右スキーのエッジの研ぎ方・立て方が違っている事があるなど）によるケースも多いため、問題がある場合は用具の変更やチューンナップ等での対応も視野に入れた方が良い。

### プルークボーゲン

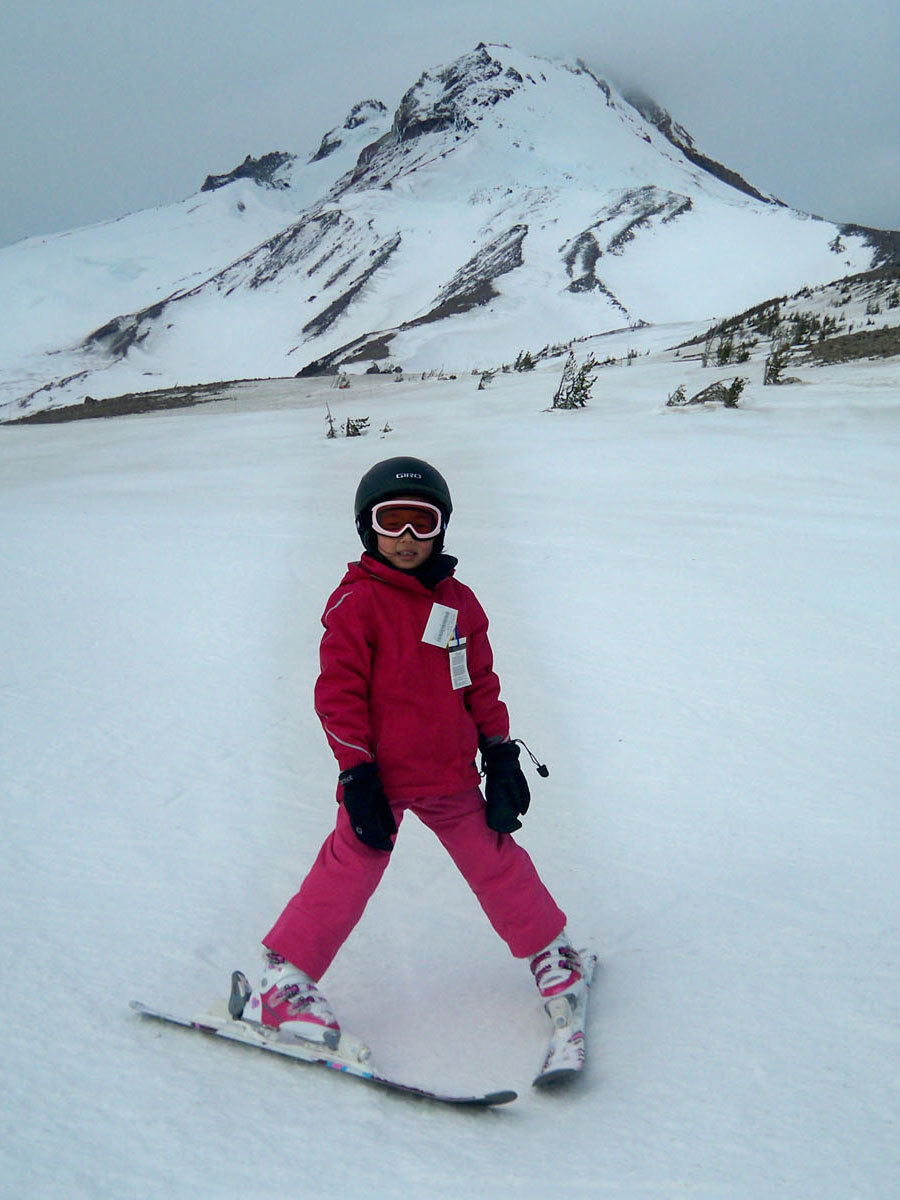
プルークボーゲンをする子供

単にボーゲンとも呼ばれる。プルークスタンス（前述参照）を取り、荷重と迎え角による制動を掛けながら、曲がるための外スキー（カーブの外側に位置するスキー）にかける荷重を交互に変えながらターンする技術である。プルークスタンスを作ることにより次のターンの迎え角ができているため、安全のための制動系技術のひとつとなっていて、状況に応じて全てのスキーヤーが用いる基本技術である。

### 斜滑降
板を平行に保ち、フォールラインに対して板を斜めに位置させ、そのまま斜め方向に滑走する技術。トラバースとも言う。

### 滑走プルーク
プルークボーゲンからの発展で、現在ではパラレルターンに移行する段階で習得する技術の一つとなっている。過去にはプルークターンとも呼ばれていた。
ターン開始時にプルークボーゲンから外脚をさらに外に踏み出して外スキーのカービングを強め、フォールラインから先は外スキーのエッジングを強めてカービング運動を行うターン技術である。プルークボーゲンでの脚と雪面が二等辺三角形を描いているのに対し、滑走プルークでは雪面・垂直となった内脚（カーブの内側にある脚）・斜めとなった外脚で直角三角形を描いている。その過程上、内脚をパラレル（平行）にする動作につながる。

### 横滑り
板を平行に保ち、フォールラインに対して板を直角ないし斜めに位置させ、腰（骨盤）と上体の向きを揃えて進行方向に向けつつ姿勢を「く」の字にすることでエッジを緩めて、板の長手方向に対し横または斜め方向に滑走する技術。方向はフォールライン・斜め前・斜め後ろと3通りある。また、短距離の移動程度ならば膝を谷側に倒してスキーの角度を寝かせる（雪面の角度に近くする）事だけをして滑らせる事もある。
横滑りの技術のうち、フォールラインに近い浅い斜滑降から谷回り（フォールラインに向かって回る事）して行う横滑りは、結果的に自然と弧を描く軌道になるため、スキッディングターン（後述）の技術習得につながる。
一時期、SAJ1級の試験科目がゲレンデシュプルングから横滑りに変わった事がある。20mほど斜めに横滑りをしてキックターン後、今までとは逆方向へ20mほど斜めに横滑りをしてゴールするだけの単純なものであったが、センターポジションに乗れていない人や両脚の微妙なコントロールが出来ない人は苦戦していた。しかし1級を受検する技量のスキーヤーにとってはボーナス種目でもあった。
その横滑りは現在、改めて1級の種目において行われている。斜滑降でスタートし、外向傾姿勢を取りながら斜め前横滑りをし、ピボットにて向きを変える事を4回繰り返す。
現在のSAJ公認スキー指導員・準指導員検定（実技）の種目では、急斜面・ナチュラル（ある程度の滑走跡が残るが、不整地（コブ）ほどではない斜面）にて、横滑りを行うスペースが指示された上で行うこととなる。
アルペン競技・全日本スキー技術選手権大会等の基礎スキー大会のコースや、スキーバッジテスト・SAJ公認スキー指導員・準指導員検定（実技）の検定会場となる斜面において、コースの下見やゲレンデ表面を均して整える目的での横滑りを行う事があり、これは「インスペクション」または「デラ掛け」と呼ばれている。「デラ」は「デラパージュ（Dérapage：スキー横滑り）」というフランス語の略である。インスペクションとは本来はコースそのものの下見という意味で、アルペン競技においてのジュリーや検定等においての公認スキー検定員による許可と指示によってコース内を横滑りする行為を指すが、それから派生して、コース内での下見・整地を伴う横滑りそのものを指して呼ばれる事もある。インスペクションを行う際のルールは厳密に定められていて、コース上ではやむを得ない時以外は全て横滑りのみで行い、コース上で実際の滑りを再現する事を行ってはならず、行った場合は失格となる。

### シュテムターン
ターンの切り替え時に内スキー（次の外スキー）を山側に踏み出してスタンスを「『ハ』の字（プルーク）」とした後、外スキーに乗り込んでからスキーを平行（パラレル）にしてターンする技術。プルークボーゲンからパラレルターンに移行する段階で行う技術の一つである。シュテムとは「制動」の意味であり、通常はプルークスタンスでの制動に加え、ターン中はスキッディングターン（後述）とした制動も行う。
SAJでは、上記の滑走プルーク・横滑り・シュテムターン（シュテム動作）は、基礎パラレルターンに移行するための「3本の矢」という一体の物として扱った指導を行っている。

### パラレルターン
板を平行にしたままターンする技術。プルークボーゲンから、滑走プルーク・横滑り・シュテムターンを経て習得される技術である。ターン前半からの外脚荷重により、軽くなった内脚の膝を返してエッジを外し、両脚を同調させて平行のままターンする。後述する制動要素の多いスキッディング（横ずれ）と推進要素の多いカービングに分類される。実際の滑走では両者の中間的なものが多く見られる。

#### スキッディングターン
パラレルターンの一種であり、山スキーに踏みかえた後に、スキー板をずらして制動しながら回旋してから山まわりに移行することでターンする技術。ターンの外脚が滑走プルークやシュテムターンと近い動きをするため、パラレルターンの中では易しい技術であり、前述の「3本の矢（滑走プルーク・横滑り・シュテムターン〔シュテム動作〕）」から展開・移行して至る技術の「基礎パラレルターン」の一つにもなっている。スキッディングターンは制動性が高いことから、安全を重視して滑る技術でもある。

#### カービングターン

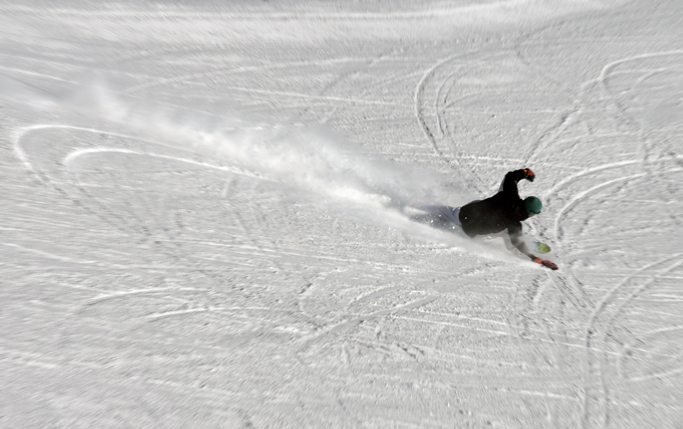
カービングターン

パラレルターンの一種であり、ターン開始時に脚をターン内側に傾けて、意図的な荷重や外力を利用した荷重によってスキー板をたわませて曲面を作り、これを雪面に食い込ませることで足場を作ってターンする技術。スキッディングターンと異なり板の制動要素が少ないため、高速滑走が可能となる。かつては難しい技術であったが、カービングスキーの登場により一般スキーヤーにも可能な技術となった。カービングとは「彫り込む（CARVE）」の意味であって「曲がる（CURVE）」の意味ではない。

### ステップターン
ステップターンはステッピングターンとも呼び、踏み出しと踏み蹴りの二つがある。
踏み蹴り　
ターンの切り替え時に外スキーを踏み蹴って内スキー（次の外スキー）に乗り込んで行き、減速せずにターンすることができる。
踏み出し　
切り替え時に内スキー（次の外スキー）を山側に踏み出し（重心は外スキーと内スキーの間）、乗り込んでスキーを押しずらしていく。スタンスを「『ハ』の字」（プルーク）にして踏み出したシュテムターンもステップターンの一種である。
前者の踏み蹴りはかつてアルペン競技でポールをクリアしていく時に多用されたが、サイドカーブのあるカービングスキーの普及により、踏み蹴らなくともエッジ角度を強めるだけでスキーが切れ上がるようになったため軌道を変える必要がなくなり、以前よりは使わなくなってきている。また、現在のSAJの指導項目ではシュテムターンのみ残っているが、ステップターンを使ってはいけないという訳では無い
後者の踏み出しにおけるシュテムターンの場合は初級者が外スキーの踏み換えを覚える際やレベルに関わらず斜面状況が悪い場合に安全に滑り降りるための技術として多用される。

### ジャンプターン
極端に狭い斜面や極端な不整地（コブ斜面）等の状況でターンする際にジャンプして板を浮かしながら板の方向を変える技術。SAJの日本スキー教程には記述が無いが、山岳スキー等においてこの技術が使われる事がある。

## SAJ バッジテスト・SIA 技術検定
SAJ（全日本スキー連盟）、SIA（日本プロスキー教師協会）はスキーヤーの技能レベルを客観的に判断する独自のスキーバッジテストや技術検定を設けている。

## 競技
山岳スキー技術として誕生したアルペンスキーは、次第に如何に速く斜面を滑り降りるかという競技に発展した。現在ではヨーロッパを中心に非常に人気の高い競技スポーツとなっており、特にオーストリア、スイスなどアルプスの国々では国技であり、勝者は国民的英雄である。
第4回冬季オリンピックから正式競技として採用されている。

### 概要
山を滑り降りる速さを競う競技であるが、コースには旗門と呼ばれる2本1組の旗またはポールが並べられ、その旗門を順番に通過しながら滑り降りる。旗門を通過できなかった場合は失格となる。種目によって、旗門数、旗門のインターバル、コース長、標高差が大きく変わってくる。
1回の滑走または2回の滑走の合計タイムで順位を競う。

### 種目
- 滑降 （Downhill）
- スーパー大回転 （Super Giant Slalom, Super G）
- 大回転（Giant Slalom）
- 回転 （Slalom）
- 複合 （Combined, CB）
滑降1本と回転2本の合計タイムを競う。基本的に2日間に分けて行う。
- スーパー複合 （Super Combined, SC）
2004-2005年シーズンのワールドカップからの新種目。1日で滑降1本と回転1本を行い、その合計タイムを競う。
アルペンスキー・ワールドカップでは、CBよりも主流になっており、オリンピックでも、2014年ソチオリンピックからCBに代わって採用されている。

### 大会
世界第一線級の国際大会は次のようなものがある。
- アルペンスキー世界選手権
2年に1度、オリンピックの前後のシーズンに開催される。全種目一発勝負で行われ、各種目の勝者が世界チャンピオンである。
- アルペンスキー・ワールドカップ
毎シーズン、ヨーロッパを中心に世界各地を転戦し、複合を除く各種目を5〜10レース行い、各レースの順位はもとより、シーズン通しての総合成績を競う。各種目の順位の他、全種目総合の順位も決定し、ワールドカップの勝者こそ真の王者と言える。
- オリンピックアルペンスキー競技

### コース
自然の山の地形を最大限に活かすアルペンスキーのコースは、それぞれに特徴がある。コース長、標高差、最大斜度はコースによって様々であり、旗門のセットは毎回違うため、陸上競技のような世界記録というものは存在しない。ただし、滑降競技のように毎回ほぼ同じコースレイアウトでレースが実施される場合、歴史あるコースではコースレコードというものが存在する。
世界的に有名なアルペンスキーのコースとしては、オーストリアのキッツビューエル、スイスのウェンゲン、アーデルボーデンなどがあり、日本にはオリンピックや世界選手権の舞台となった、八方尾根や雫石、志賀高原などがある。

## チェアスキー

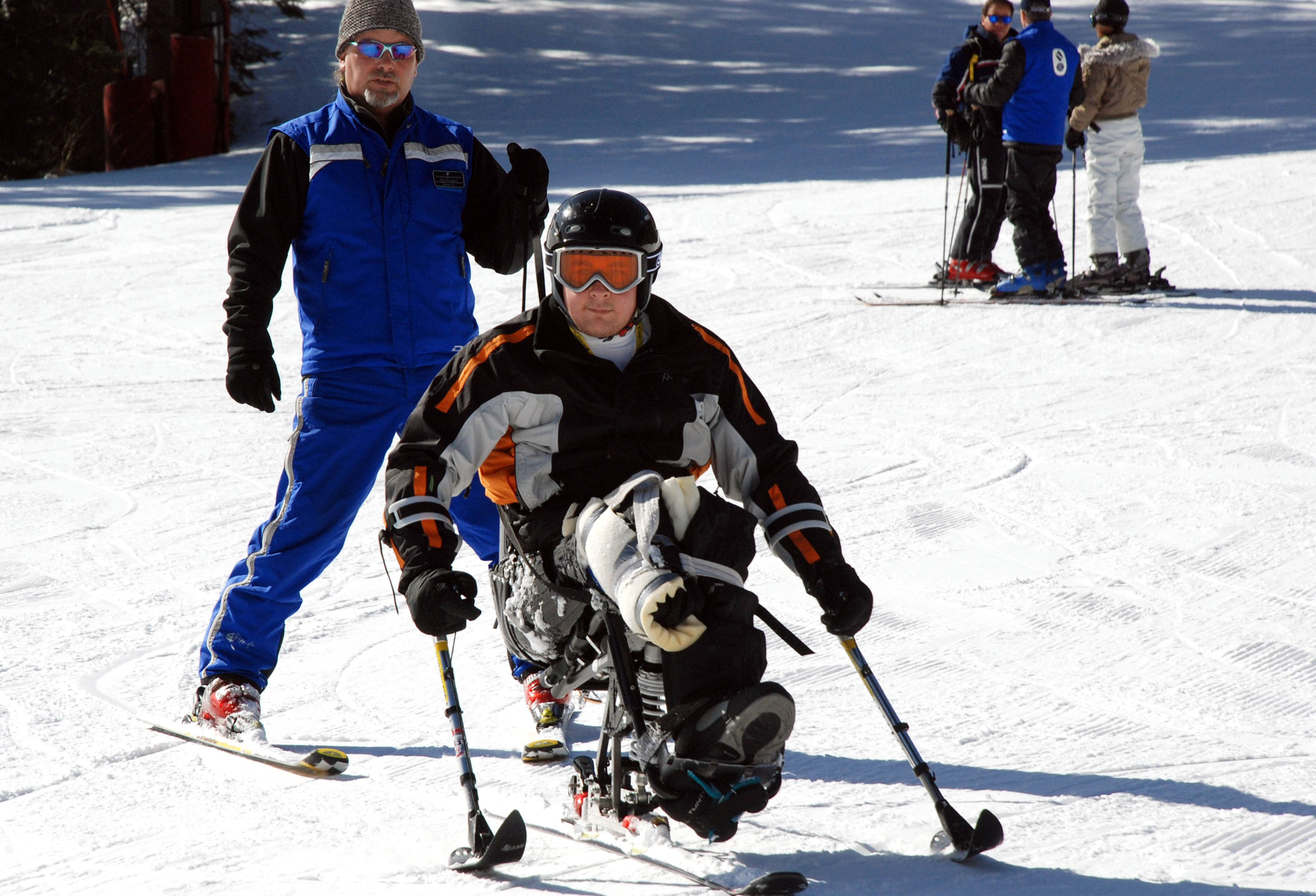

下肢等に障害のある競技者においては、座席とスキー板をサスペンション等で連結したチェアスキーを使用して行う。